# Lai da Sontga Maria
Der Lai da Sontga Maria ([ˌlaɪ̯ dɐ sɔntɕɐmɐˈʁijɐ]ⓘ, ital. Lago di Santa Maria) ist ein Schweizer Stausee am Lukmanierpass auf dem Gebiet der Gemeinde Medel (Lucmagn) im Kanton Graubünden.
Die 117 m hohe Bogenstaumauer Santa Maria der Kraftwerke Vorderrhein wurde 1968 fertiggestellt. An der 560 m langen Mauerkrone ist die Mauer 8 m breit, am Fuss misst sie 21 m.
Im Stausee mit einem Volumen von 67,3 Mio. m³ wird der Rein da Medel gefasst. Neben weiteren natürlichen Zuflüssen existiert noch ein rund 5500 m langer Freispiegelstollen, der Wasser aus dem östlich gelegenen Val Uffiern zuführt. Der gefüllte See hat eine Länge von 3 Kilometern und eine Oberfläche von 177 ha.
Der See ist durch einen rund 8800 m langen Druckstollen mit dem nordwestlich in einem Nachbartal gelegenen Stausee Lai da Nalps verbunden. Er bildet zusammen mit diesem sowie dem noch weiter westlich gelegenen Lai da Curnera ein durch Röhren zusammenhängendes wasserwirtschaftliches System mit einem Nutzinhalt von 152 Mio. m³, das der Erzeugung von Spitzenstrom dient. Die drei Seen liegen dabei beinahe auf gleicher Höhe. Die Stromerzeugung findet in der in einer Kaverne liegenden Kraftwerkszentrale Sedrun der Kraftwerke Vorderrhein sowie einer folgenden Kraftwerksstufe statt.
Der Bau des Gotthard-Basistunnels für die NEAT in unmittelbarer Nähe der drei Speicherseen führt dazu, dass aus Sicherheitsgründen alle drei Talsperren mit Sensoren überwacht werden. Ein gleichzeitiger Bruch aller drei Staumauern könnte aufgrund der fast zur gleichen Zeit im Vorderrheintal eintreffenden Flutwellen das Dorf Disentis vollständig und alle darunter liegenden Gemeinden (wie Ilanz, Chur) stark überfluten.
Im See steht ein Abspannmast der Lukmanierleitung, auf der Staumauer ein Funkmast von Sunrise/Orange/Swisscom.

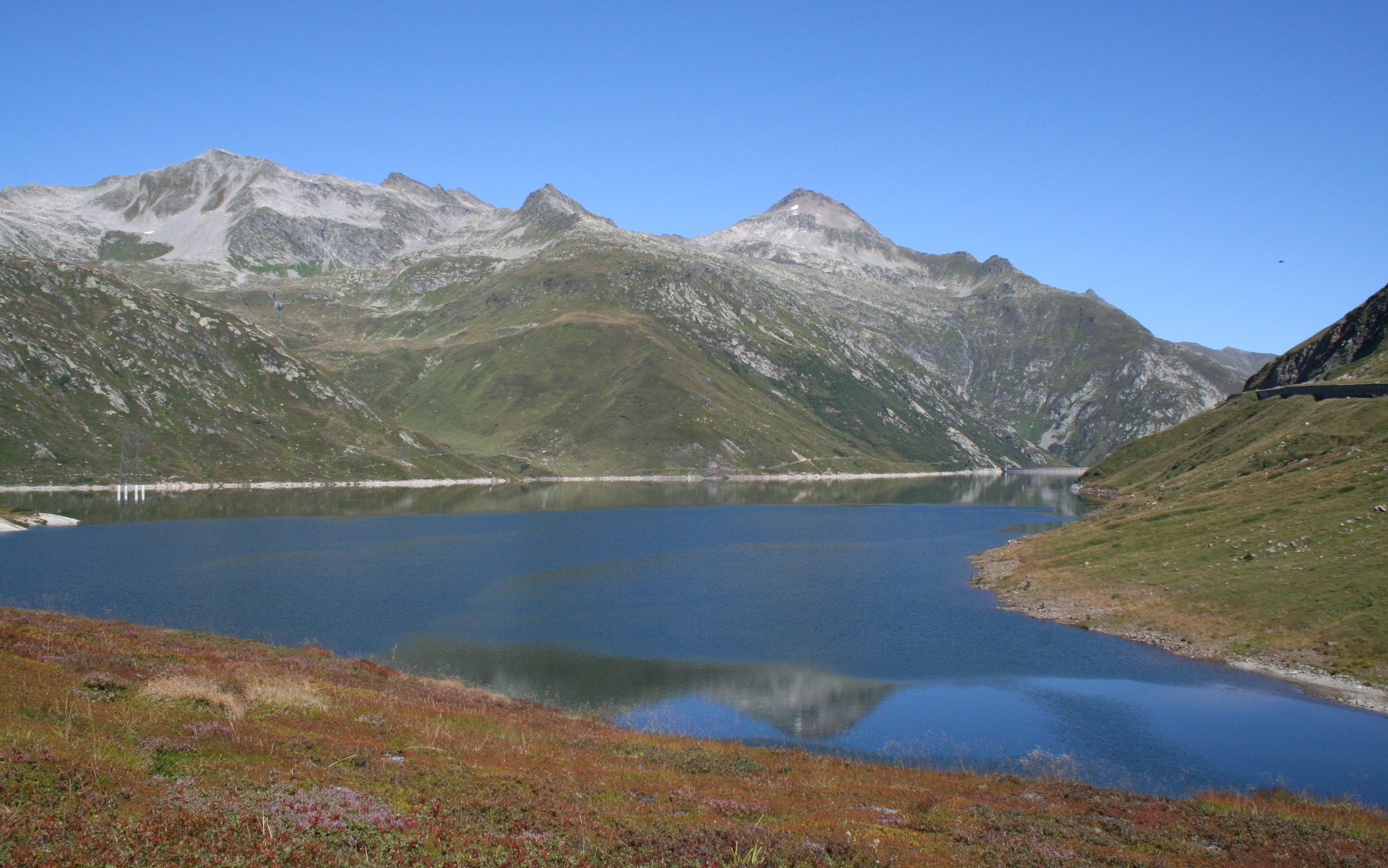
Blick nach Norden
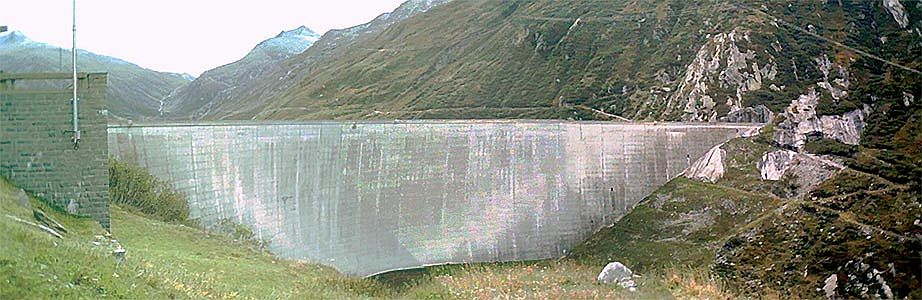
Staumauer
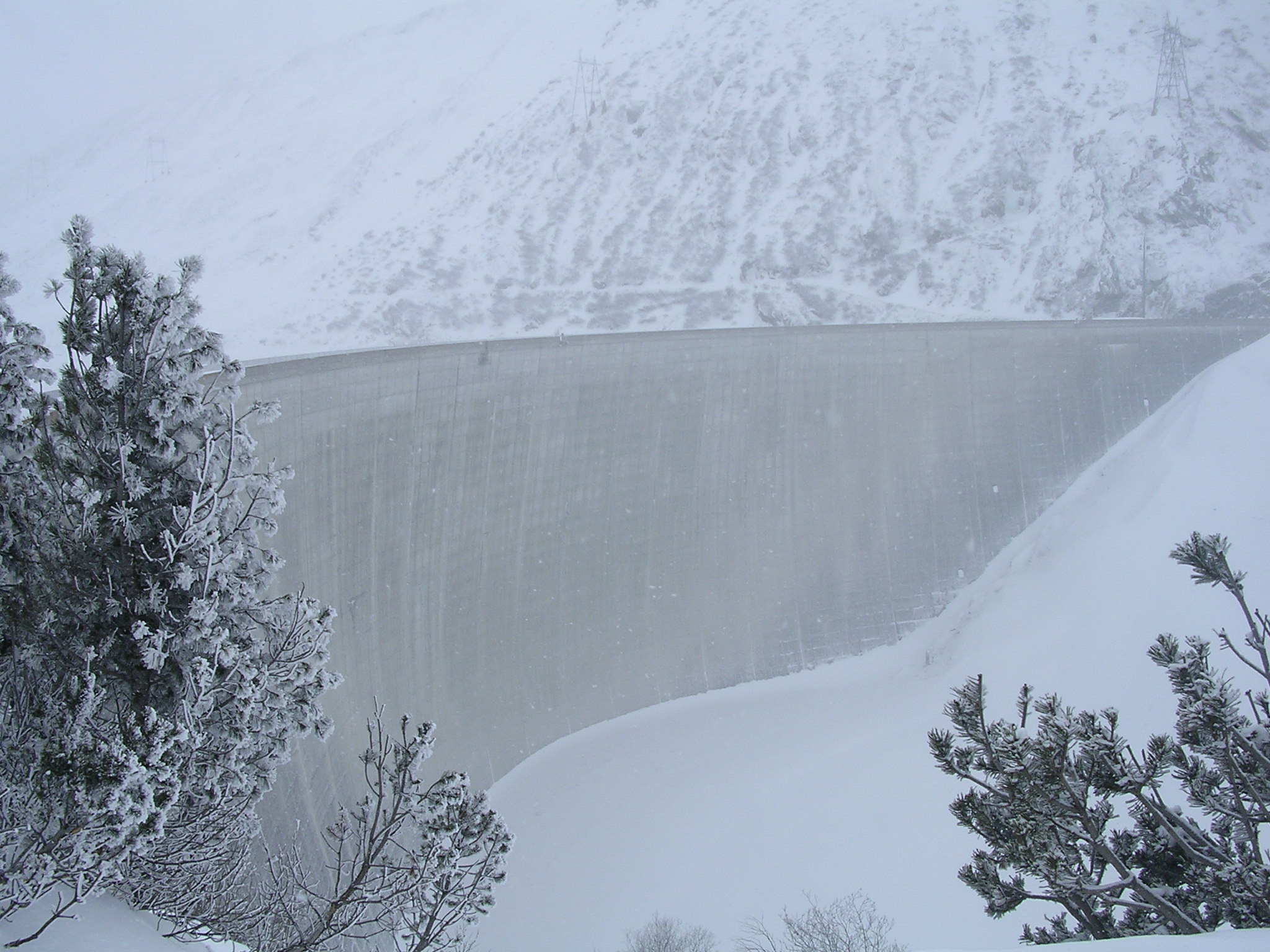
Staumauer im Winter
Baustelle der Staumauer Sta. Maria, Luftbild von Werner Friedli (1966)